# Перемча
Перемча — река в Сафоновском районе Смоленской области России. Правый приток Днепра.
Длина 27 км. Исток — восточней деревни Следнево Сафоновского района между автодорогой М1 «Беларусь» и железной дорогой Москва—Минск. Течёт на юг. Устье — южнее деревни Войновщина. Недалеко от устья создан рыбопитомник. На берегах реки расположены деревни: Следнево, Холм, Лучки, Плоское, Пушкино, Быково, Гущино, Войновщина.